# Света Муза
Света девица Муза је хришћанска светитељка. О њој прича свети Григорије Двојеслов, да је имала само девет година, када јој се у два маха јавила Пресвета Богородица, окружена сјајним девицама. Када је Муза изјавила жељу, да и она буде у пратњи Царице Небесне, Богородица јој је рекла да ће кроз месец дана доћи по њу и узети је. Још јој је наредила како треба да живи за тих тридесет дана. Двадесет петог дана пала је Муза у постељу, а тридесетог дана опет јој се јавила Богородица зовући је тихим гласом, на шта је Муза одговарала: "Ево ме идем, Госпођо, ево ме идем!" И преминула. Умрла је у I веку.
Српска православна црква слави је 16. маја по црквеном, а 29. маја по грегоријанском календару.